# أرتور روسون
أرتور روسون هو دبلوماسي وجندي وسياسي أرجنتيني، ولد في 4 يونيو 1885 في سانتياغو ديل استيرو في الأرجنتين، وتوفي في 8 أكتوبر 1952 في بوينس آيرس في الأرجنتين بسبب نوبة قلبية. انتخب سفير الأرجنتين لدى البرازيل ‏ (1943 – 1945) وانتخب رئيس الأرجنتين (4 يونيو 1943 – 7 يونيو 1943).